# ألكساندر كولاروف
ألكسندر كولاروف (بالسيريلية الصربية: Aleksandar Kolarov) (مواليد 10 نوفمبر 1985 في بلغراد - يوغوسلافيا) لاعب كرة قدم صربي سابق كان يلعب لصالح نادي إنتر ميلان الإيطالي في مركز الظهير الأيسر، وسبق وأن لعب مع نادي روما ومانشستر سيتي.

## معلومات عن اللاعب
- ولد كولاروف في نوفمبر 1985 بمدينة بلغراد وبدأ مسيرته الكروية في 2004 مع فريق كوكاريكي ستانكوم الصربي قبل أن ينتقل إلى بيوجراد في 2006 في صربيا كذلك.
- سماه جمهور نادي لاتسيو بـ «روبيرتو كارلوس الصربي» وانضم لمانشستر سيتي في يوليو 2010.
- الظهير الأيسر صاحب الـ24 عامًا والمعروف بقدرته العالية هجوميًا ودفاعيًا كان مرتبطًا بالانتقال لريال مدريد الإسباني في البداية ولكن إدارة مانشستر سيتي نجحت بعد ذلك في حسم انتدابه.
- في سبتمبر 2007 بعد موسم واحد من انتقاله لبيوجراد تم بيعه لنادي لاتسيوالإيطالي، خلال تواجده في ستاد الأوليمبيكو أصبح كولاروف واحدًا من أعمدة الفريق الإيطالي خاصة في ظل قدرته على أداء دور الظهير والجناح في الرواق الأيسر كما تميز بقدراته الجسدية والتقنية كذلك.
- مفارقة غريبة في عدد مشاركات كولاروف وهي أنه لعب في الدوري الصربي 82 مباراة ولعب لنادي لاتسيو 82 مباراة أخرى وسبق له أن اكتسب خبرة اللعب في دوري أبطال أوروبا عندما كان في إيطاليا.
- يُذكر أن كولاروف كان قد شارك في مباراتين خلال كأس العالم 2010 الماضية مع منتخب صربيا لكرة القدم بما في ذلك الفوز على منتخب ألمانيا لكرة القدم بهدف دون رد في أحد مفاجآت البطولة ووصل عدد مشاركاته حينها مع نسور صربيا إلى 15 مباراة بنهاية البطولة.

## روابط خارجية
- ألكساندر كولاروف على موقع الاتحاد الدولي (مؤرشف)  (الإنجليزية)
- ألكساندر كولاروف على موقع الاتحاد الأوربي (الإنجليزية)
- ألكساندر كولاروف على موقع قاعدة بيانات كرة القدم.إي يو (الإنجليزية)
- ألكساندر كولاروف على موقع ناشيونال فوتبول تيمز (الإنجليزية)
- ألكساندر كولاروف على موقع Soccerbase.com (لاعب) (الإنجليزية)
- ألكساندر كولاروف على موقع Soccerway.com (الإنجليزية)
- ألكساندر كولاروف على موقع عالم كرة القدم.نت (الإنجليزية)
- ألكساندر كولاروف على موقع اللجنة الأولمبية الدولية (الإنجليزية)
- ألكساندر كولاروف على موقع أوليمبيديا (الإنجليزية)
- ألكساندر كولاروف على موقع AS.com (الإسبانية)